# Курбские
Ку́рбские — угасший княжеский род, отрасль князей ярославских, Рюриковичи.
Получили фамилию от главного селения своего удела, выделившегося из Ярославского удельного княжества — села Курбы на реке Курбице, в 25 вёрстах от Ярославля. Род внесён в Бархатную книгу.

## Основные сведения
Первым удельным князем курбским был Яков-Воин Иванович, павший, по родословным, в битве с казанцами на Арском поле в 1455 году. Курбский удел перешёл к брату его Семёну, который и должен считаться родоначальником князей Курбских.
Старший сын Семёна Фёдор был нижегородским воеводой (1483). Его сыновья Михаил Фёдорович Курбский-Карамыш и Роман Фёдорович пали в 1506 году под Казанью, на Арском поле, в битве с казанцами. Ещё один его сын боярин Семён Фёдорович совершил поход за Урал, воевал с Казанью и Литвой, противился насильственному пострижению великой княгини Соломонии, первой жены великого князя Василия Ивановича. Умер в 1527 году. Старший из сыновей Михаила Карамыша, также Михаил, умерший в 1546 году, был отцом знаменитого князя Андрея Михайловича, средний сын Владимир погиб в битве с Мухаммедом Гиреем в 1521 году, а младший, Фёдор, пал в битве с казанцами под Костромой, в 1549 году.
Второй сын Семёна князь Дмитрий Семёнович по предположению И. А. Голубцова, был наместником в Великом Устюге (ок. 1490 — 1500); в феврале 1500 присутствовал на свадьбе князя Холмского и дочери великого князя Ивана III Феодосии («ходи у саней» великой княгини Софьи Палеолог. Сыновья Дмитрия Семёновича — Андрей и Александр служили Ивану III и Василию III. Князь Андрей, женатый на дочери князя Андрея Васильевича Углицкого, сопутствовал Ивану III в новгородском походе 1495 года. В апреле 1508 командовал сторожевым полком под Вязьмой. В 1512 году в качестве воеводы Большого полка стоял на реке Угра в ожидании крымского набега. Последний раз упоминается в источниках в связи с береговой службой в Нижнем Новгороде (1521).
Исследования Юзефа Вольфа заканчиваются на отдельных потомках князя Андрея Михайловича в Литве — князях Яне и Андрее Дмитриевичах, до 1672 года. В Литве Андрей Михайлович был записан в документах с фамилией Крупский (Krupski) герба Леварт (Лев II).
В 1686 году выехали из Литвы в Россию князья Яков и Александр Кирилловичи (сыновья Каспара), которые были внесены в период господства законов российской монархии в Русскую Родословную Книгу князем А. Б. Лобановым-Ростовским. Они «приняли православие», так как известно, что их дед князь Дмитрий-Николай Андреевич (1582 — после 1645), сын Андрея Михайловича, принял католицизм. Было ли у них потомство — неизвестно.
В Боярской книге за 1686—1692 года записаны стольники, князья — Александр Борисович и Яков Васильевич Курбские.
Род князей Курбских угас в Польше (около 1777), со смертью внуков князей Яна и Андрея, не оставивших потомство мужского пола.

Когда один из потомков известного князя Андрея Курбского, отъехавшего в Литву при Иване Грозном, возвратился на родину, то настоящее его родовое прозвание, заимствованное от находящегося в Ярославле губернии села Курбы, неизвестно почему обратилось в прозвание Крупский. Этот князь, считающийся по разрядным книгам и другим приказным бумагам последним в своем роде, известен тем, что был бит кнутом за то, что убил жену. После того нигде не встречается прозвания ни князей Курбских, ни князей Крупских, но в начале сороковых годов к профессору или академику Устрялову явился какой-то молодой человек, выдававший себя, по имевшимся у него бумагам, за князя Курбского или Крупского, потомка упомянутого князя Андрея. В северо-западном крае доныне существует княжеская фамилия Крупских, но — насколько мне известно — она не имеет никакого отношения к князьям Курбским и к тому князю, который возвратился в Россию под прозванием Крупский.
— Е. Карнович «Родовые прозвания в России»